# Stöcklhütte (Dorfgastein)
Die Alm der Stöcklhütte (auch Stöcklalm) liegt in der Gemeinde Dorfgastein im österreichischen Bundesland Salzburg.

## Lage und Charakteristik
Die Alm befindet sich an den südöstlichen Berghängen des Tagkopfs in der Goldberggruppe. Die Stöcklhütte gehört zur Ortschaft Luggau und zur Katastralgemeinde Dorfgastein. Sie steht auf einer Höhe von 1761 m ü. A.
Das Gelände fällt Richtung Osten in das Flusstal der Gasteiner Ache ab. Nördlich der Hütte fließt mit dem Präaugraben ein linksseitiger Nebenbach der Gasteiner Ache. Die Alm liegt zum Teil im Eigenjagdgebiet Dorferalpe und zum Teil im Eigenjagdgebiet Kompbergkarjagd. Sie befindet sich in einer Rotwild-Ruhezone, die von 1. November bis 31. Mai nicht betreten werden darf. Auf der Alm erstreckt sich ein Kleinseggenried.

## Geschichte
Im von 1823 bis 1830 erstellten Franziszeischen Kataster ist im Bereich der Almhütte ein unbenanntes Gebäude verzeichnet.